# Scales Mound Township
Die Scales Mound Township ist eine von 23 Townships im Jo Daviess County im Nordwesten des US-amerikanischen Bundesstaates Illinois.

## Geografie
Die Scales Mound Township liegt im Nordwesten von Illinois an der Grenze zu Wisconsin. Die Grenze zu Iowa, die vom Mississippi gebildet wird, befindet sich rund 20 km westlich.
Die Scales Mound Township liegt auf 42°28′53″ nördlicher Breite und 90°14′54″ westlicher Länge und erstreckt sich über 48,29 km².
Die Scales Mound Township grenzt innerhalb des Jo Daviess County im Osten an die Apple River Township, im Südosten an die Thompson Township, im Süden an die Guilford Township und im Westen an die Council Hill Township. Im Norden liegt das Lafayette County in Wisconsin.

## Verkehr
Durch die Scales Mound Township verlaufen keine Fernstraßen. Eine Reihe von teils unbefestigten County Roads durchziehen die Township. 
In West-Ost-Richtung durchläuft eine Bahnlinie der Canadian National Railway die Scales Mound Township.
Die nächstgelegenen Flugplätze sind der rund 50 km westlich in Iowa gelegene Dubuque Regional Airport und der rund 35 km nordwestlich gelegene Platteville Municipal Airport.

## Bevölkerung
Bei der Volkszählung im Jahr 2010 hatte die Township 622 Einwohner. Innerhalb der Scales Mound Township gibt es neben gemeindefreier Streubesiedlung mit Scales Mound nur eine selbstständige Gemeinde (mit dem Status "Village").